# Рудольф Агрикола
Родольф Агрикола (лат. Rudolphus Agricola Phrisius, 28 августа 1443 или 17 февраля 1444 — 27 октября 1485) — голландский гуманист из Северных Нидерландов, прославившийся познаниями в латыни и древнегреческом языке. Он был педагогом, музыкантом, строителем церковных органов, поэтом, писавшим на латыни и народном языке, дипломатом, боксёром и знатоком иврита в последний период своей жизни. Наибольшую известность он получил в качестве автора «О диалектическом изобретении», а также отца Северного гуманизма, а также ревностного антисхоласта кон. XV в.

## Биография

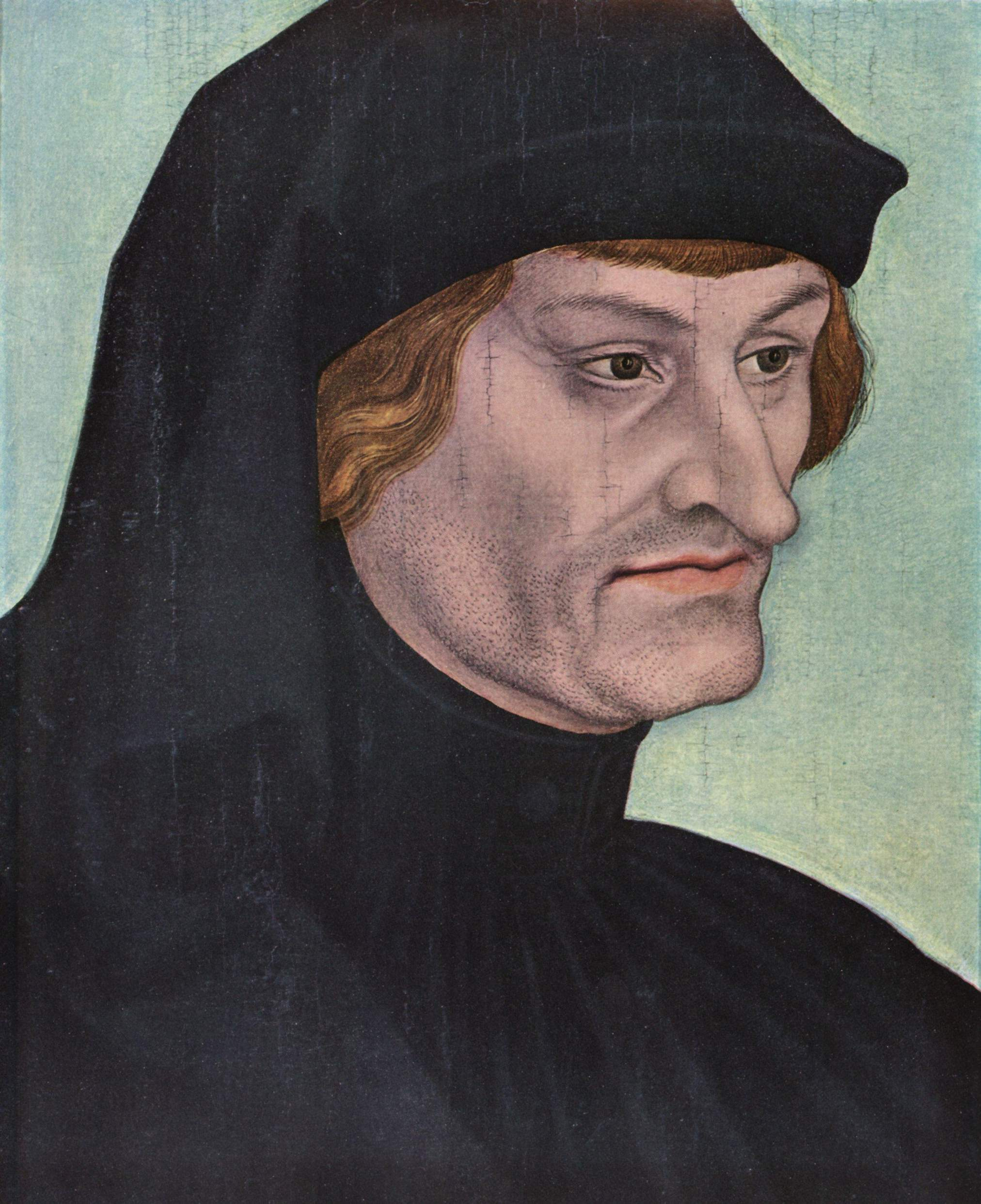
Портрет Рудольфа Агриколы кисти Лукаса Кранаха Старшего, ок. 1532

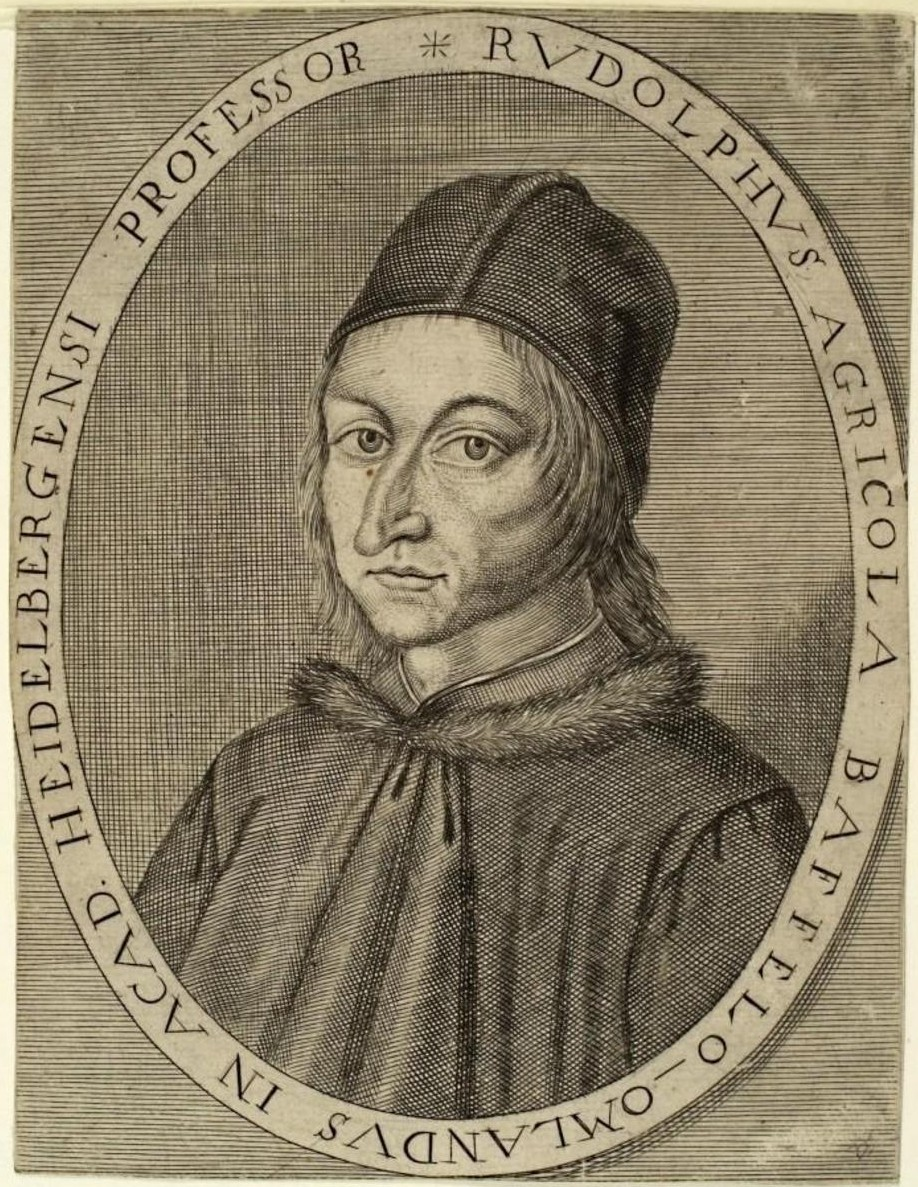
Рудольф Агрикола

Агрикола родился в Бафло в голландской провинции Гронинген и был внебрачным сыном священнослужителя и будущего аббата Хендрика Вриса и Зики Хьюсман, дочери богатого фермера. Первоначально его звали Рулоф Хьюсман (Roelof Huesman), или Хюисман (Huisman), это была фамилия его матери. Латинское прилагательное Phrisius указывает на то, что его национальность — фриз.
Получив образование сначала в школе Святого Мартина в Гронингене, Агрикола при помощи отца поступил в Эрфуртский университет, где получил степень бакалавра в 1458 г. Затем он учился в Лувенском университете и получил степень магистра в 1465 г.; он прославился чистой латынью и умением вести диспуты. Он сосредоточил свою учёность на Цицероне и Квинтилиане, а также добавил французский и греческий языки к своему всё расширявшемуся списку языков во время учёбы в университете. В последний период своей жизни он выучит иврит, чтобы иметь возможность читать Ветхий Завет, особенно псалмы, в оригинале, не испорченные переводом.
В 1460е гг. Агрикола отправился в Италию, где стал общаться с гуманистами и государственными деятелями. Примерно с 1468 по 1475 г. он изучал гражданское право в Павийском университете, а затем отправился в Феррару (1475—1479). Там он сделался протеже принца Эрколя д’Эсте Феррарского, был учеником Феодора Газа и посещал лекции Баттисты Гуарино. Он посвятил себя изучению классических текстов и прославился элегантностью своего латинского стиля, а также знанием философии. Находясь в Ферраре, Агрикола официально устроился органистом в роскошную герцогскую часовню. Он занимал этот пост до 1479 г., после чего вернулся на Север, став секретарём города Гронинген. Здесь, в цистерцианском аббатстве св. Бернара в Адуарде, недалеко от Гронингена, и в Херенберге, недалеко от Эммериха на юго-востоке, он был в центре группы учёных и гуманистов, с которыми поддерживал постоянную переписку. Среди его корреспондентов были музыкант и хормейстер из Антверпена Якоб Барбириан (Барбиро), ректор латинской школы в Девентере Александр Гегиус фон Гик и Иоганн Рейхлин, учёный-гуманист, позднее изучавший иврит.
В 1470 г он научил глухого ребёнка общаться устно и письменно; его работа «Изобретение диалектики» документально подтверждает этот педагогический факт.
Вновь оказавшись в Германии, он провёл какое-то время в Диллингене, где продолжал переписку с друзьями и коллегами-гуманистами по всей Европе. В переписке он главным образом защищал собственный проект по продвижению изучения классической учёности и Studia humanitatis (латинскую школу). Агрикола оставался независимым учёным, никак не связанным с университетом или религиозными учреждениями. Эта независимость и стала отличительной чертой учёных-гуманистов. В 1479 г. Агрикола завершил в Диллингене свой титульный труд De Inventione Dialectica («О диалектическом изобретении»), в котором приводил доводы в пользу точного применения топической логики в научной аргументации.
С 1480 по 1484 гг. он занимал пост секретаря города Гронинген.
В 1481 г. Агрикола провёл полгода в Брюсселе при дворе эрцгерцога Максимилиана (будущего Максимилиана I, императора Священной Римской империи). Друзья пытались отговорить его принимать покровительство эрцгерцога, опасаясь, что влияние последнего подорвёт его философские идеалы. Он также отклонил предложение стать главой латинской школы в Антверпене.
В 1484 г. Агрикола переехал в Гейдельберг по приглашению Иоганна фон Дальберга, епископа Вормского. Они встретились в Павии и стали близкими друзьями в Гейдельберге. Епископ был щедрым благотворителем образования. В это время Агрикола начал изучать иврит и, как говорят, опубликовал оригинальный перевод Псалмов.
В 1485 г. Дальберг был отправлен послом к Папе Иннокентию VIII в Рим, Агрикола сопровождал его; гуманист тяжело заболел в пути. Он умер вскоре после их возвращения в Гейдельберг, и Эрмолао Барбаро написал ему эпитафию.

## Наследие

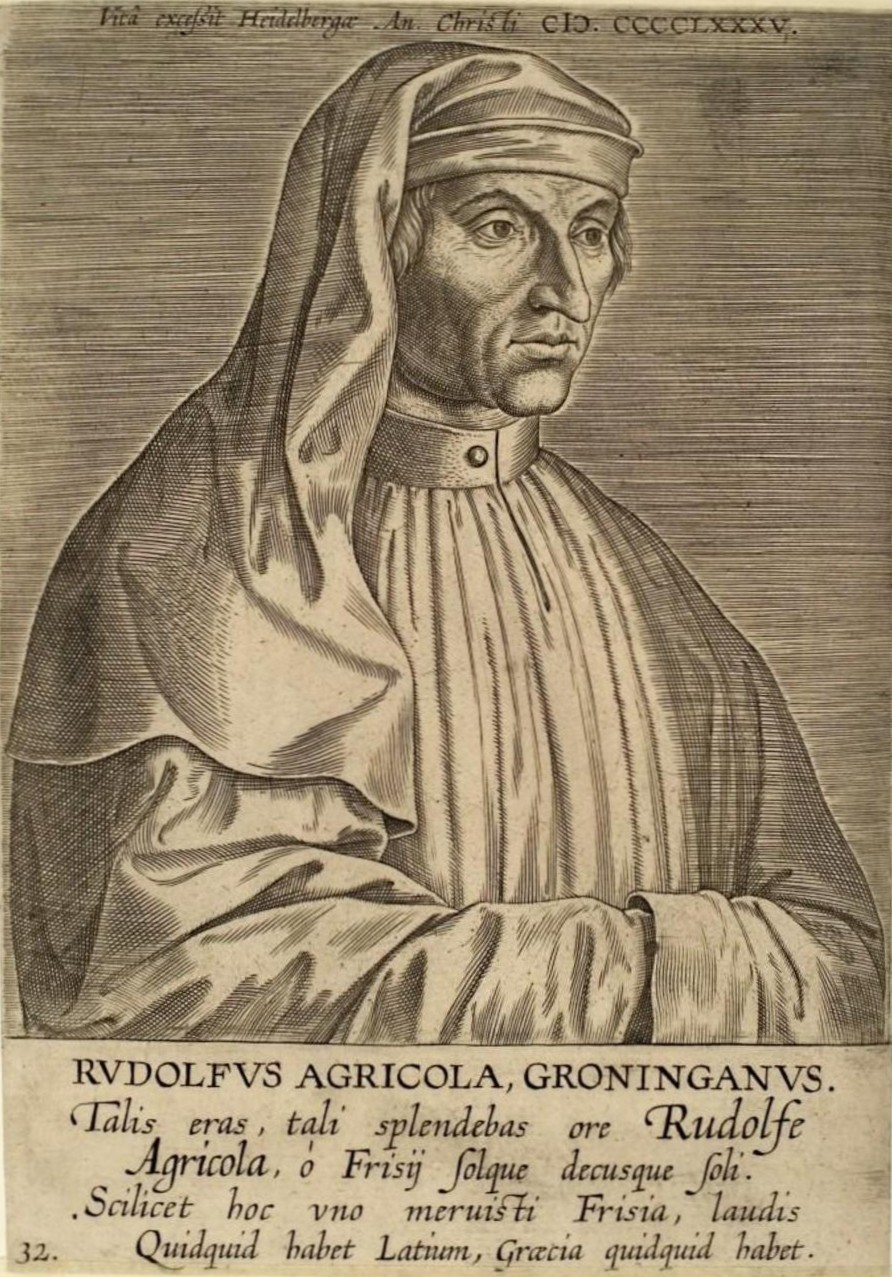
Рудольф Агрикола

De Inventione Dialectica оказала влияние на включение логики в риторические исследования и имела большое значение для образованности ранних гуманистов. Это была критическая и систематическая обработка идей и концепций, связанных с диалектикой.
Значение «О диалектическом изобретении» для истории аргументации состоит в том, что оно сблизило искусство диалектики и искусство риторики. Аргументация фокусировалась не на истине, а на том, что можно было сказать обоснованно. Соответственно, Агрикола сосредоточился на Топике, а не на Аналитиках Аристотеля и Цицерона, а также на трудах историков, поэтов и ораторов. Таким образом, для Агриколы диалектика была открытым полем; искусством находить «всё, что можно сказать с любой степенью вероятности на любую тему». (Гамильтон, Дэвид. От диалектики к дидактике).
Агрикола сыграл важную роль в отношении сообщества глухих людей, так как он считал, что люди, рождённые глухими, могут выражать себя, излагая собственные мысли в письменной форме. Его заявление о том, что глухих людей можно научить языку, является одним из первых обнадёживающих заявлений о глухоте в истории (Gannon, 1981).
Сочинение Агриколы De formando studio — длинное письмо о частной образовательной программе — было напечатано в виде небольшой книжечки и оказало влияние на педагогику начала XVI в.
Агрикола лично оказал большое влияние на других. Эразм восхищался Агриколой, восхваляя его в «Адажиях» и назвав его «первым, кто принес дух лучшей литературы из Италии». Для Эразма он был фигурой отца или учителя, и, возможно, они повстречались благодаря школьному учителю Александру Гегиусу в школе в Девентере. Помимо Гегиуса, среди учеников Агриколы был Конрад Цельтис (из Гейдельберга).
Задачей Эразма стала посмертная публикация ряда основных работ Агриколы. Литературным душеприказчиком Агриколы был Адольф Окко, врач из Аугсбурга. Примерно к 1530 г. ученики и последователи собрали рукописи, оставленные Агриколой, и они были отредактированы Алардом из Амстердама.

## Сочинения
- De Inventione Dialectica libri tres (1479) — главный труд, прославивший Агриколу. В 1992 г. трактат был переиздан и переведён на немецкий Лотаром Мундтом: Rudolf Agricola. De inventione dialectica libri tres (Tübingen: Niemeyer, 1992). Частично переведён на английский язык в статье McNally, J. R. (1967). Rudolph Agricola's De inventione dialectica libri tres: A Translation of Selected Chapters. Speech Monographs. 34 (4): 393–422. doi:10.1080/03637756709375551.
- Письма: Сохранилось 51 письмо Агриколы, они показывают круги гуманистов с интересной стороны. Они были опубликованы и переведены, с обширными примечаниями: Agricola, Letters; edited by Adrie van der Laan and Fokke Akkerman (2002).
- Жизнь Петрарки (Vita Petrarcae / De vita Petrarchae, 1477)
- De nativitate Christi (О рождестве Иисуса)
- De formando studio (= письмо 38 [Якобу Барбиро из Антверпена, 7 июня 1484, когда Агрикола был в Гейдельберге]: см. издание писем Van der Laan / Akkerman, pp. 200—219)
- Малые сочинения включают речи, стихи, переводы диалогов с древнегреческого, а также комментарии к трудам Сенеки, Боэция и Цицерона;
- Некоторые сочинения Агриколы были переведены на французский язык в издании-билингве: Rodolphe Agricola, Écrits sur la dialectique et l’humanisme, ed. Marc van der Poel (Paris: Honoré Champion, 1997).
- Библиографию сочинений гуманиста см. в: Gerda C. Huisman, Rudolph Agricola. A Bibliography of Printed Works and Translations (Nieuwkoop: B. de Graaf, 1985)